# Eddie Walters
Eddie Walters (* um 1905; † nach 1939) war ein US-amerikanischer Jazz- und Novelty-Sänger und Ukulele-Spieler, der mit bekannten Jazzmusikern der Zeit wie Tommy Dorsey oder Benny Goodman zusammenarbeitete und in den Jahren um 1930 in den Vereinigten Staaten Popularität im Rundfunk und durch seine Schallplattenaufnahmen erfuhr. Stilistisch orientierte sich sein Gesang an Cliff Edwards.

## Leben und Wirken
Eddie Walters begann 1927 als Sänger beim New Yorker Radiosender WGBS aufzutreten, wobei er sich selbst mit der Ukulele begleitete. 1930 gastierte er in einem Programm von Jimmy Van Heusen beim Sender WABC, 1932 und 1933 mit Sis und Harry Harding und noch 1935 mit Nancy Clancy als die Modern Minstrels. Bekannter wurde er ab Ende der 1920er-Jahre, als er unter eigenem Namen Songs wie die damals populäre Eddie-Cantor-Nummer „Makin’ Whoopee“ und „I’m Ka-Razy for You“ (Columbia 1763, 1929) sowie „Collegiate Sam“ und „Little By Little“ (Columbia 1969) einspielte. 1930 war er Mitglied einer Columbia-Studioband, mit der er die Sängerin Lee Morse begleitete („’Tain’t No Sin“). Am selben Tag nahm er mit dieser Band die Titel „’Leven-Thirty Saturday Night“ und „Me and the Girl Next Door“ auf. In dieser Zeit entstand vermutlich auch „Girl Trouble“ (Columbia 2223), ein Song aus der MGM-Produktion Children of Pleasure (Regie: Harry Beaumont). Im März 1930 war er als Bandvokalist bei Ben Selvin tätig, zu hören auf den Titeln „The Free and Easy“ (OKeh 41392), „Nobody’s Fault But Your Own“ (alias The Knickerbockers, Columbia 1780), „Looking at You Across the Breakfast Table“ (Col 2150) und „Let Me Sing and I'm Happy“ (Col 2149).
Unter eigenem Namen spielte Walters – begleitet von Mannie Klein, Tommy Dorsey, Benny Goodman, Frank Signorelli und Eddie Lang – die Nummer „It Must Be Love“ ein (Columbia 2232). Im Mai 1930 arbeitete er als Musiker mit Rube Bloom („On Revival Day“) und als Vokalist mit den Charleston Chasers („Here Comes Emily Brown“), im Juni erneut als Bandsänger bei Ben Selvin („Why Have You Forgotten Waikiki“). Letzte Plattenaufnahmen unter eigenem Namen entstanden im September 1931, als er (wahrscheinlich mit Bob Effros oder Mannie Klein, Frank Signorelli, Dick McDonough) die Songs „(Since They’re All Playing) Miniature Golf“ und „Go Home and Tell Your Mother“ (Col 2290) einspielte. Unter Pseudonym arbeitete er mit Fred Rich, als er Vokalist von Chester Leighton and His Sophomores („On the Beach With You“, 1931) war. Letzte Aufnahmen mit Ben Selvin folgten noch im Juni 1931 („Sing Another Chorus, Please“). Im Bereich des Jazz war er zwischen 1929 und 1931 an 13 Aufnahmesessions beteiligt.
Noch 1939 hatte er letzte Rundfunkauftritte; danach verliert sich seine Spur.